# Ngembal (Wajak)
Ngembal is een bestuurslaag in het regentschap Malang van de provincie Oost-Java, Indonesië. Ngembal telt 4911 inwoners (volkstelling 2010).